# جامعة مانيتوبا
جامعة مانيتوبا هي جامعة عامة في كندا، تأسست عام 1877. تقع في مدينة وينيبيغ .

## خريجون بارزون
- جاي جافريل كاي

## أساتذة بارزون
- توماس هاودن فريزر: عمل أستاذًا للاقتصاد السياسي بالجامعة.[3]